# Missiehuis (Deurne)
Het Missiehuis Sint-Willibrord is een voormalig klooster in de Nederlandse gemeente Deurne, dat in 1954 werd geopend. Het gebouw doet sinds 2004 dienst als hotel en in 2015 vertrokken de laatste broeders van het complex.

## Geschiedenis
Het Missiehuis te Deurne werd in 1954 aan de weg van Deurne naar Vlierden geopend. Deze nieuwstichting was in feite een herbouw van het Missiehuis te Uden, dat op 7 november 1911 aldaar werd geopend en in 1944 werd verwoest. Het huis was het kleinseminarie van deze congregatie, ook wel bekend als de Missionarissen van Steyl. In het huis woonden de paters en broeders van de SVD, hetgeen staat voor 'Societas Verbi Divini', ofwel 'Gezelschap van het Goddelijk Woord'.
De gemeenteraad van Deurne besloot op 5 juni 1951 een complex gronden van circa 22 hectare aan de Vlierdenseweg aan de congregatie van de SVD te verkopen. De leden van de raad waren zeer ingenomen met het voorstel van het college van Burgemeester en Wethouders. De eerste steen voor het missiehuis is op 12 juli 1953 gelegd door mgr. Hoowaarts SVD, bisschop van Tsaochowfu in China.
Op 7 november 1954 werd het huis officieel in gebruik genomen door 25 broeders, 29 paters, 93 priesterstudenten en 25 aspirant-broeders. Het bestuur van de SVD had eerder besloten om het kleinseminarie Missiehuis Sint-Jan in Soesterberg op te heffen, aankomende aspirant-broeders en seminaristen werden vanaf september 1955 alleen nog naar Deurne gestuurd, zowel uit de zuidelijke als uit de noordelijke provincies van Nederland. Ook verhuisden er leerlingen en geestelijken van het Missiehuis Sint-Lambertus in Helvoirt naar Deurne. Het gebouw in Helvoirt werd omstreeks 1955 verlaten. Het Missiehuis Sint-Franciscus Xaverius in Teteringen bleef wel in gebruik als seminarie.
Na het gereed komen van de kapel in het voorjaar van 1955 werd het Missiehuis Sint-Willibrord op zaterdag 7 mei 1955 officieel geopend. Na de plechtige inzegening van de kapel door mgr. Mutsaerts, bisschop van Den Bosch, opende minister Herman Witte van Wederopbouw het huis. Het kleinseminarie kreeg in 1958 ministeriële erkenning waaraan de uit Flores (Indonesië) teruggeroepen missionaris-classicus Theo Verhoeven een belangrijk aandeel had, en werd vervolgens per 1 januari 1961 door het ministerie van Onderwijs gesubsidieerd. De school ontwikkelde zich tot een zelfstandig streekgymnasium. Reeds in 1957 werden de eerste externe jongens ingeschreven. In 1965 kwamen de eerste meisjes naar het St.-Willibrord Gymnasium.
Toen de ontzuiling van Nederland op gang kwam, veranderden de opvattingen over opvoeding. Men sprak over gemengd onderwijs (gezamenlijk onderwijs voor jongens en meisjes), over kleinere groepen en over professionaliteit. Bovendien werden op talrijke plaatsen nieuwe middelbare scholen gesticht. Het zijn oorzaken van de terugloop van het aantal seminaristen en van de uiteindelijke leegloop van de kleinseminaries. Ook voor het missiehuis in Deurne waren de gevolgen duidelijk merkbaar. De school kwam in 1970 formeel los te staan van de SVD, toen de Onderwijsstichting Sint-Willibrord per notariële acte werd opgericht. Er meldden zich geen interne priesterstudenten of juvenisten meer aan.
Het Sint-Willibrordinternaat werd de opvolger van het kleinseminarie. Internaten hadden echter de tijdgeest tegen. Door de te geringe toeloop van internen verkeerde het internaat voortdurend in financiële nood en de overheid aarzelde lang met het verstrekken van subsidies. Het betekende op termijn de doodsteek voor vele internaten, ook voor dit internaat.
Rond 1980 discussieerde de Nederlandse provincie van de SVD over het voortbestaan van ‘Deurne’. De communiteit ging echter vol vertrouwen op zoek naar een nieuwe ‘missie’ en vond die in een breed scala van activiteiten, onder meer in begeleiding en opvang van Zonnebloemgroepen, bejaarden en gehandicapten.

## Huidige situatie
In 1996 onderkende de gemeenschap van Sint-Willibrord dat de toenemende leeftijd en de afnemende groepsomvang om ingrijpende beslissingen vroegen. In 2002 verhuisde men naar een nieuw huis in een bijgebouw van het oude, en in 2004 werd in het hoofdgebouw conferentiehotel Willibrordhaeghe geopend.  In september 2015 vertrokken de laatste broeders.